# De ira (Filodemo)
De Ira (titolo latino con cui è noto il Sull'ira) è un trattato di Filodemo di Gadara.

## Contenuto
L'opera si situa in una trattatistica sull'ira e, in generale, sulle passioni negative riscontrabile, tra I secolo a.C. e I secolo d.C., in autori come Seneca e Plutarco, con cui ha in comune il carattere di diatriba più che di trattato morale propriamente detto. A ciò riconducono, tra l'altro, le numerose citazioni letterarie, più che propriamente filosofiche, da Omero a Menandro a Sofocle.  
Essa è leggibile, per un totale di 50 colonne, nel PHerc 182. In tutta la prima parte (circa due terzi) di quanto ci è giunto il filosofo di Gadara si dedica alla fenomenologia e allo statuto etico di tale passione. La seconda parte  si appella alle teorie delle massime autorità del Giardino, mentre nella prima egli sembra piuttosto attingere a fonti non epicureeː in particolare , oltre ad un non altrimenti noto scritto Sull'ira di Bione di Boristene, Filodemo fa esplicito riferimento al Sulle passioni di Crisippo, in un contesto fortemente polemico, in cui il filosofo di Gadara accusa un non meglio precisato avversario di aver commesso lo stesso errore attribuito a coloro che critica (Bione e Crisippo, appunto), ossia di essersi limitato a biasimare l'ira, senza aver adeguatamente prospettato i modi per liberarsene. Comunque, il riferimento polemico è all'innominato avversario, ma non ai due filosofi stoici, che deve aver tenuto presenti.
Filodemo sostiene che le affezioni dell'anima dipendono dalla nostra falsa opinione e che, per rimuoverle, vanno considerate proprio la grandezza e la quantità dei mali che comportano. Così, dopo un affresco implacabile dello stato di solitudine e d'irreversibile infelicità cui è condannato l'iracondo, il filosofo epicureo spende alcune parole, molto intense, sulla passione dell'ira in sé. Nel De ira, l'orgé viene costantemente considerata come un pathos. 
E ancor più complesso si presenta il nodo delle distinzioni lessicali cui Filodemo ricorre per descrivere le varie manifestazioni di essa, tanto che, in particolare, nel trattato spiccano abbastanza netti i confini che il filosofo epicureo traccia tra l'ira, la pazzia e il furore o impeto (thymòs). In realtà, mentre nella prima parte dell'opera, e in genere nei passi dedicati alla casistica dell'ira, Filodemo si allinea alla consuetudine linguistica che equipara thymòs e orgé, nella sezione incentrata sulle gradazioni dell'affezione i due termini vengono invece opportunamente differenziati.
Nella visione di Filodemo, comunque, l'ira è intesa come "passione fisica", ossia come pathos naturale che nemmeno il saggio allontana da sé. Provocata da motivazioni valide, essa non acceca l'animo e preserva l'uso della ragione, che riesce a controllarla tanto nelle modalità in cui si manifesta quanto nella durata dei suoi sintomi.